# Lee Yeon-hee
Lee Yeon Hee (en hangul, 이연희; 9 de enero de 1988) es una actriz y modelo surcoreana. Trabaja para la empresa SM Entertainment. Hizo su primera aparición en el vídeo musical de la canción de Moon Hee-hoon «Alone» en 2001 y debutó oficialmente en la serie de televisión Emperor of the Sea en 2004. Ella fue la protagonista en la película de 2006 Millionaire's First Love.

## Primeros años
En 2002, Lee firmó con éxito un contrato con SM Entertainment después de haber ganado en la categoría de "Mejor Película" en el concurso de SM Entertainment Best Youth contest. Para el concurso, ella actuó fuera un monólogo, cantando a Dana The Grace's de Until the End of the World. Después se unió a la compañía, comenzó a tomar clases intensas de capacitación sobre la actuación, el canto y el baile.

## Carrera
En noviembre de 2020 se anunció que estaba en pláticas para unirse a la agencia VAST Entertainment. Previamente por 19 años, fue miembro de la agencia S.M. Entertainment hasta el 2020. 
Comenzó su carrera protagonizando vídeos musicales para artistas de SM, como TVXQ, Luna Heejun, Kangta, Shinhwa, y Fly to the Sky, superando a artistas de SM Kim Bomi (of M.I.L.K) y Lee Jiyeon (comúnmente conocida como Lina de CSJH The Grace) como «La chica del vídeo musical». En el lapso de un año, protagonizó ocho vídeos musicales en comparación con Kim Bomi de Lee y Jiyeon de cinco cada uno dentro de dos años. Aunque Lee tenía trabajo relativamente estable entre el modelado en revistas, anuncios comerciales y apareciendo en vídeos musicales, ella no se estrenará oficialmente hasta finales de 2004. En noviembre, se había llevado a cabo un papel en el popular drama histórico Emperor of the Sea, y se contó con unos meses más tarde, en los últimos episodios del drama Diary My Lovely Family.
Su papel en la posterior resurrección trajo el número de sus apariciones teatrales para tres. Lee se mantuvo ocupada durante el resto de 2005por filmar muchos comerciales y modelado para varias revistas. Lee también estaba en la primera formación de Girls' Generation durante el proceso de creación del grupo. Después de ser cortada del grupo, decidió continuar su carrera como actriz.
La gran oportunidad de Lee llegó en la película A Millionaire's First Love o donde interpretó el papel principal junto popular actor Hyun Bin. Lee resolvió «actuar lo más fuerte que puede con todo lo que ha aprendido» por su debut en el cine. A través de la película que también hizo su debut como cantante, cantando «Do-Re-Mi» de The Sound of Music and Insa en la banda sonora original de la película.
El nombre de Lee como «la chica del vídeo musical» se hizo más evidente después de 2006 en el vídeo «Timeless» de su compañera de agencia Zhang Liyin, donde protagonizó junto a Han Geng y Choi Siwon de Super Junior. Dos años más tarde, el trío se reunió con Zhang para hablar de sus canciones «I WILL» y «The Left Shore of Happiness», que fueron puestos en libertad a principios de 2008 en China y semanas más tarde en Corea. Juntos, los internautas comúnmente denominan el trío como «el elenco de Timeless». Ella una vez más repitió su título en 2010, interpretando un ángel en un vídeo musical. El vídeo musical de balada para su primer sencillo «Miss You».
En 2009, interpretó a una de las elenco principal en el este del Edén. Desafortunadamente su actuación en la serie fue mal recibida, muchos la calificaron como «débil» y que «no estaba a su máximo potencial». Como cantante, ella apareció en el tercer álbum de Super Junior «Sorry Sorry».
Participó en el SM Town en vivo 10 World Tour. Sus actuaciones durante la gira incluyó un cover de la canción «Slow Motion» que fue cantada originalmente por Karina Pasian.
En el año 2011, como una celebración por su 23 cumpleaños, la actriz mantuvo una reunión exposición fotográfica/fanmeeting. La exposición fue por el nombre de 'Time' y se celebró del 11 de febrero al 13 de febrero. Durante la exposición, la estrella recibió mucha atención de la prensa, así como visitas especiales de los amigos y compañeros de sello. En 2012 fue catalogado como uno de los Top 6 más bellas celebridades femeninas de SM Entertainment.
En noviembre del 2019 se anunció que se había unido al elenco de la película New Year's Eve.
El 22 de enero de 2020 se unió al elenco principal de la serie The Game: Towards Zero, donde da vida a Seo Joon-young, hasta el final de la serie el 12 de marzo del mismo año.
El 21 de agosto de 2020 se unió al elenco principal de la serie SF8: Manxin.

## Filmografía
| Año  | Título                                 | Papel         |
| ---- | -------------------------------------- | ------------- |
| 2006 | A Millionaire's First Love             | Choi Eun-hwan |
| 2007 | M                                      | Mi-mi         |
| 2007 | My Love                                | So-hyeon      |
| 2008 | Hello, Schoolgirl                      | Han Soo-young |
| 2011 | My Way                                 | Kim Eun-soo   |
| 2013 | Marriage Blue                          | So-mi         |
| 2015 | Detective K: Secret of the Lost Island | Hisako        |

### Dramas
| Año  | Título                 | Papel                | Canal             | Ref.          |
| ---- | ---------------------- | -------------------- | ----------------- | ------------- |
| 2004 | Emperor of the Sea     | Jung Hwa (Joven)     | KBS 2TV           |               |
| 2004 | My Lovely Family       | Yeon Ji              | KBS 1TV           |               |
| 2005 | Resurrection           | Kang Shin Young      | KBS 2TV           |               |
| 2006 | One Fine Day           | Goo Hyo Joo          | MBC               |               |
| 2008 | U-Turn                 | Yeon Hee             | OCN               |               |
| 2008 | East of Eden           | Gook Young Ran/Grace | MBC               |               |
| 2011 | Paradise Ranch         | Lee Da Ji            | SBS               |               |
| 2012 | Phantom                | Yoo Kang Mi          | SBS               |               |
| 2013 | Gu Family Book         | Yoon Seo Hwa         | MBC               |               |
| 2014 | Miss Korea             | Oh Ji Young          | MBC               |               |
| 2015 | Política espléndida    | Princesa Jeongmyeong | MBC               |               |
| 2017 | The Package (serie)    | Yoon so so           | JTBC              | [ 11 ]        |
| 2017 | Reunited Worlds        | Jung Jung-won        | SBS               | [ 12 ]        |
| 2020 | The Game: Towards Zero | Det. Seo Joon-young  | MBC               | [ 13 ] [ 14 ] |
| 2020 | SF8: Manxin            | To Sun-ho            | MBC               | [ 15 ]        |
| 2022 | No hay boda sin caos   | Kim Na-eun           | Kakao TV, Netflix | [ 16 ] [ 17 ] |

### Películas
| Año  | Título                          | Personaje | Notas                                             |
| ---- | ------------------------------- | --------- | ------------------------------------------------- |
| 2020 | New Year Blues (New Year's Eve) | Jin-ah    | junto a Yoo Yeon-seok                             |
| 2007 | M                               | Mimi      | junto a Kang Dong-won, Gong Hyo-jin y Lim Ju-hwan |

### Shows de variedades
| Año  | Título       | Canal | Notas             |
| ---- | ------------ | ----- | ----------------- |
| 2011 | Running Man  | SBS   | Episodios 61 y 62 |
| 2013 | Running Man  | SBS   | Episodio 139      |
| 2019 | I Live Alone |       | invitada          |
| 2020 | Running Man  |       | invitada          |

### Apariciones en videos musicales
| Año  | Título del vídeo              | Artista                         |
| ---- | ----------------------------- | ------------------------------- |
| 2001 | "ALONE"                       | Moon Hee-joon                   |
| 2001 | "Our Story"                   | Moon Hee-joon feat. Oh Sang-eun |
| 2001 | "Thanks God"                  | Kangta                          |
| 2002 | "Condition of My Heart"       | Fly to the Sky                  |
| 2002 | "HERO"                        | Shinhwa                         |
| 2002 | "Memories"                    | Kangta                          |
| 2002 | "Pine Tree"                   | Kangta                          |
| 2002 | "Propose"                     | Kangta                          |
| 2003 | "Habit"                       | Fly to the Sky                  |
| 2004 | "My Little Princess"          | TVXQ                            |
| 2004 | "The Way U Are"               | TVXQ                            |
| 2005 | "Persona"                     | Kangta                          |
| 2006 | "Timeless"                    | Zhang Liyin feat. Xia           |
| 2008 | "Star Wish (I Will)"          | Zhang Liyin                     |
| 2008 | "The Left Shore of Happiness" | Zhang Liyin                     |
| 2008 | "M-net Love Song 2008"        |                                 |
| 2009 | "Wizard Of Oz"                | Clazziquai                      |
| 2010 | "Miss You"                    | S.M. The Ballad                 |

## Discografía
| Año  | Título de la canción | Notas                                          |
| ---- | -------------------- | ---------------------------------------------- |
| 2009 | "Club No.1"          | Track 9 from Super Junior - Álbum Sorry, Sorry |

## Premios y nominaciones
| Año  | Premio                            | Categoría                                                 | Trabajo nominado           | Resultados |
| ---- | --------------------------------- | --------------------------------------------------------- | -------------------------- | ---------- |
| 2001 | 2nd SM Best Youth Contest         | Gran premio                                               | —                          | Ganadora   |
| 2006 | 5th Korean Film Awards            | Nueva actriz                                              | A Millionaire's First Love | Nominada   |
| 2007 | 6th Korean Film Awards            | Nueva actriz                                              | M                          | Nominada   |
| 2008 | 5th Max Movie Awards              | Nueva actriz                                              | M                          | Ganadora   |
| 2008 | 44th Baeksang Arts Awards         | Nueva actriz                                              | M                          | Nominada   |
| 2008 | 31st Golden Cinematography Awards | Nueva actriz                                              | M                          | Ganadora   |
| 2008 | 2008 MBC Drama Awards             | Doble premio junto a Song Seung-heon                      | East of Eden               | Ganadora   |
| 2008 | 2008 MBC Drama Awards             | Premio de popularidad                                     | East of Eden               | Ganadora   |
| 2008 | 2008 MBC Drama Awards             | Nueva actriz                                              | East of Eden               | Ganadora   |
| 2009 | 45th Paeksang Arts Awards         | Nueva actriz de TV                                        | East of Eden               | Nominada   |
| 2012 | 7th Asia Model Festival Awards    | Premio Fashionista                                        | —                          |            |
| 2012 | SBS Drama Awards                  | Actriz en un drama especial                               | Phantom                    | Nominada   |
| 2013 | MBC Drama Awards                  | Actriz en una Miniserie                                   | Gu Family Book             | Nominada   |
| 2014 | MBC Drama Awards                  | Actriz en una Miniserie                                   | Miss Korea                 | Nominada   |
| 2017 | SBS Drama Award                   | Top Excellence Award, Actor in a Wednesday–Thursday Drama | Reunited Worlds            | Nominada   |